# Phạm Tiến Đại
Phạm Tiến Đại (sinh 1937) là một đạo diễn, nhà báo, nhà quay phim người Việt Nam, nguyên Bí thư Đảng ủy Xưởng phim Quân đội nhân dân Việt Nam. Còn được biết đến với nghệ danh Đại Nguyên, ông được xem là một trong những đạo diễn và nhà quay phim có nhiều đóng góp cho nền điện ảnh Việt Nam thể loại phim khoa học quân sự, phóng sự, tài liệu... Ông được Nhà nước Việt Nam phong tặng danh hiệu Nghệ sĩ Ưu tú.

## Cuộc đời và sự nghiệp
Ông sinh ngày 25 tháng 5 năm 1937 tại thị xã Ninh Bình, nay là thành phố Ninh Bình, tỉnh Ninh Bình.
Ở tuổi trưởng thành, ông nhập ngũ và phục vụ trong quân đội tại quân khu Hữu Ngạn, sau chuyển về Cục Tuyên Huấn thuộc Tổng cục Chính trị. Năm 1964, ông từng được phân công dạy toán cho tướng Vương Thừa Vũ.
Tháng 4 năm 1965, ông được điều động công tác tại Xưởng phim Quân đội. Từ đó, ông gắn bó với sự nghiệp điện ảnh phóng sự, với nhiều tác phẩm để lại dấu ấn trong lịch sử ngành điện ảnh Việt Nam như:

### Tham gia quay phim
- "Khắp nơi đánh Mỹ" (1965)
- "Quyết tâm đánh thắng giặc Mỹ xâm lược" (1968)

...

### Quay phim chính
- "Trên đường quân đi" (1967)
- "Pháo bên xóm lưới" (1968).
- "Bộ đội múa hát" (1971)
- "Chúng tôi trở về với Cách mạng"
- "Trung úy Noritsai" (1972)
- "Lăng Bác Hồ" (1975)

### Đạo diễn
- "Kôkava" (kiêm quay chính, 1969)
- "Đại tướng Võ Nguyên Giáp thăm Phòng không" (kiêm quay chính, 1970)
- "Bác Tôn thăm Thông tin" (kiêm quay chính, 1970)
- "Chế biến sắn"(kiêm quay chính, 1971- Bông sen Bạc LHPVN)
- "Nô-en ở khách sạn Hin tơn" (kiêm quay chính, 1973)
- "Kỹ thuật luồn sâu cơ bản của đặc công" (kiêm biên kịch, 1977 - Bông sen Bạc tại Liên hoan phim lần thứ 5, giải ba tại LHP Quốc tế Hunggary)
- "Phòng chống vũ khí hóa học" (kiêm biên kịch, 1979)
- "Thực hành chiến đấu của Tiểu đoàn tên lửa Phòng không (kiêm biên kịch, 1981)
- "Văn hóa với chiến sĩ" (kiêm biên kịch, 1983)
- "Phòng Hồ Chí Minh" (kiêm biên kịch, 1986)
- "Vận tải thô sơ" (kiêm biên kịch, 1987)
- "Vũ khí tự làm của toàn dân đánh giặc" (1989 - Bằng khen tại LHPVN và LHP Lepdich,CHDC Đức)
- "Trinh sát pháo binh" (kiêm biên kịch, 1991)
- "Vận tải bộ toàn quân" (kiêm biên kịch, 1992)
- "Viện Y học dân tộc" (1993)
- "Chính quy ở đơn vị cơ sở" (1995- Bằng khen tại LHPVN)

...
Ông cũng tham gia làm Phó giám đốc sản xuất cho bộ phim Hoa ban đỏ (là một bộ phim chiến tranh dạng bán tài liệu của đạo diễn Bạch Diệp, ra mắt lần đầu năm 1994 nhân kỷ niệm 50 năm chiến thắng Điện Biên Phủ).
Trước khi nghỉ hưu vào năm 2000, ông là Bí thư Đảng ủy Xưởng phim Quân đội nhân dân Việt Nam, hàm Đại tá, Hội viên Hội Điện ảnh Việt Nam.

## Vinh danh
Trong suốt sự nghiệp nghệ thuật của mình, ông nhận được nhiều giải thưởng tại các Liên hoan phim trong nước và Quốc tế. Một số giải thưởng tiêu biểu như:
- Giải Bông sen Bạc cho bộ phim "Chế biến sắn" tại Liên hoan phim Việt Nam lần I, 1971
- Giải Bông sen Bạc và giải Quay phim xuất Sắc cho bộ phim "Kôkava" tại Liên hoan phim Việt Nam lần II, 1973.[4]
- Giải Bông sen Bạc cho bộ phim "Kỹ thuật luồn sâu cơ bản của đặc công" tại Liên hoan phim Việt Nam lần V, 1977
- Giải Ba tại Liên hoan phim Quốc tế Hunggary cho bộ phim "Kỹ thuật luồn sâu cơ bản của đặc công"

Do những đóng góp mình cho nền nghệ thuật điện ảnh, ông được Nhà nước phong tặng danh hiệu Nghệ sĩ Ưu tú và trao tặng Huân chương Kháng chiến hạng Nhất.